# Eucera pekingensis
Eucera pekingensis là một loài Hymenoptera trong họ Apidae. Loài này được Yasumatsu mô tả khoa học năm 1946.